# Vis quart de tour
Une vis quart de tour est une vis dont le pas de vis équivaut au quart de la vis, ce qui fait que le vissage se fait sur un quart du tour de la vis.